# Paul Pourveur
Paul Pourveur (Antwerpen, 1952) is een Belgisch toneelschrijver en scenarioschrijver. Hij woont in Brussel.

## Biografie
Paul Pourveur is afkomstig uit Wallonië, maar heeft altijd in het Nederlands school gelopen. Zijn tweetalige jeugd verklaart waarom hij vandaag een van de weinige Belgische auteurs is die in het Nederlands en in het Frans schrijft. Na zijn opleiding filmmontage aan het RITS in Brussel was Pourveur aanvankelijk actief als scenarioschrijver voor film en televisie. Tijdens een opname ontmoette hij Lucas Vandervost, die hem in aanraking bracht met het theater. Samen met Vandervost begon Pourveur midden jaren tachtig te schrijven voor het theater. Hij ontpopte zich al snel tot een van de meest getalenteerde vertegenwoordigers van de nieuwe Vlaamse toneelschrijfkunst. Zijn werk werd zeer positief onthaald in Vlaanderen en Nederland. Zijn teksten werden onder meer geënsceneerd door Guy Cassiers (The Hunting of the Snark, 1987), Lucas Vandervost, Gène Bervoets en Willibrord Keesen. Het werk van Pourveur wordt eveneens vaak uitgevoerd in Franstalig België, waar het wordt geënsceneerd door regisseurs Hélène Gailly, Christine Delmotte en Michaël Delaunoy en door het Brusselse collectief Transquinquennal.
Pourveurs teksten zijn vaak speels, dubbelzinnig. Ze tasten de mogelijkheden van en met taal af, hebben een sterke essayistische dimensie en zijn betrokken op de hedendaagse wereld. Hij haalt in zijn teksten vaak op een plezierige manier de  thema's onderuit die hij behandelt, of het nu gaat om kwantumfysica (Aurora borealis), dameslingerie (Le Coucher d'Yvette), de oorlog in het voormalige Joegoslavië (Decontamination ) of liefdesrelaties tussen mannen en vrouwen (White-Out). Over zijn werkwijze bij het schrijven van teksten, zegt Pourveur zelf:  
Als ik schrijf, hou ik me eerder bezig met het theatraal dispositief. Er is een podium aan de ene kant en zetels aan de andere kant. Op het podium staan ‘levende’ mensen – waardoor theater ook de enige kunstvorm is waar nog ‘echte’ mensen beleefd kunnen worden. Voor de rest wil ik niet weten wat de limieten zijn van een acteur, of hoe de regie of scenografie er zal uitzien. Ik bouw een tekst op als een taalkundig probleem, daarna gaat de regisseur er mee aan de slag.

## Publicaties

### Nederlandstalig werk
- Le Diable au Corps (1985) – naar Radiguet, uitgegeven bij Bebuquin in ‘Het soortelijk gewicht van Sneeuwwitje’
- Hunting of the Snark (1987) – naar Lewis Caroll, uitgegeven bij Dedalus en bij Bebuquin in ‘Het soortelijk gewicht van Sneeuwwitje’
- Congo (1989) – uitgegeven bij Dedalus en bij Bebuquin in ‘Het soortelijk gewicht van Sneeuwwitje’, 2e deel ‘Venise’ vertaald naar het Frans door Paul Pourveur, uitgegeven bij Lansman
- Parade (1989) – naar Cocteau, Satie, Picasso
- White out (1990) – uitgegeven bij Bebuquin in ‘Het soortelijk gewicht van Sneeuwwitje’
- Inspiraties 3: About Raoul: Sonic (1992) – uitgegeven bij Bebuquin in ‘Het soortelijk gewicht van Sneeuwwitje’
- Alice =/2 (1993) – uitgegeven bij Bebuquin in ‘Het soortelijk gewicht van Sneeuwwitje’
- Eco-Romance (1994) – uitgegeven bij Bebuquin in ‘Het soortelijk gewicht van Sneeuwwitje’
- Contusione é minima (1998) – vertaald naar het Frans door Elisabeth Brouillard en Paul Pourveur, uitgegeven bij Lansman
- Noorderlicht (1998) – vertaald naar het Frans door Alain Borlée en Paul Pourveur uitgegeven bij L’arbre de Diane, Engels door Nadine Malfait en het Turks door Saban Ol uitgegeven bij Tiyatro/Oyon Dizisi
- Stiefmoeders!! (1999) – uitgegeven bij Bebuquin in ‘Klein Magazijn 3’, vertaald naar het Duits door Uwe Dethier en Engels door Nadine Malfait
- Le Coucher d’Yvette (1999) - vertaald naar het Frans door Paul Pourveur
- Lilith@online (2000) – uitgegeven bij Bebuquin in ‘Klein Magazijn 4’, vertaald naar het Duits door Uwe Dethier
- Locked in (2001)
- Dood Zand (2002)
- Shakespeare is dead, get over it! (2002) – vertaald naar het Frans door Danielle Losman en Paul Pourveur uitgegeven bij Lansman, Turks door Saban Ol uitgegeven bij Tiyatro/Oyon Dizisi, Duits door Uwe Dethier en Engels door Paul Pourveur en Philippe Rixhon
- De moeder….van mijn moeder (2004)
- Sivas (2005) – vertaald naar het Turks door Saban Ol, uitgegeven bij Tiyatro/Oyon Dizisi
- Bagdad Blues (2005) – uitgegeven bij Bebuquin in ‘De dingen en ik’, vertaald naar het Duits door Uwe Dethier en Frans door Paul Pourveur
- Tirannie van de Tijd (2005) – in samenwerking met Stefan Hertmans en Claire Swyzen, uitgegeven bij Theatre & film books, vertaald naar het Duits door Uwe Dethier en Spaans door Micaela van Muylem uitgegeven bij Teatro Contemporaneo Europeo
- Stormgek (2007) – in samenwerking met Pauline Mol
- Plot Your City (2011)
- De zoete inval (2012)

### Franstalig werk
- Oum' loungou, Brussel, België, Éditions Nocturnes, 1989, 58 p.ISBN 2-87276-011-3
- La Minute anacoustique, Villeneuve-lès-Avignon, France, Centre national des écritures du spectacle-La Chartreuse, 1994, 58 p.ISBN 2-908119-76-5
- Elle n'est pas moi
- Venise, Carnières, Belgique, Éditions Lansman, 1992, 33 p.ISBN 2-87282-0280
- Contusione è minima, Carnières, België, Éditions Lansman, 2004, 69 p.ISBN 2-87282-456-1
- Locked-in syndrome
- Bagdad Blues
- Shakespeare Is Dead, Get Over It
- L'Abécédaire des temps (post)modernes
- Plot Your City
- Marrakech. Cauchemars et fantasmes d'une femme au seuil de la ménopause, Carnières, Belgique, Éditions Hayez & Lansman, 2008, 98 p.ISBN 978-2-87282-655-1
- Survivre à la fin des Grandes Histoires, conférences, Manage, Belgique, Éditions Lansman, 2015, 122 p.ISBN 978-2-8071-0041-1
- Des mondes meilleurs

## Prijzen
- Edmond Hustinxprijs voor toneelschrijvers 1998
- Taalunie Toneelschrijfprijs 1999 voor Stiefmoeders

- Bibliothèque nationale de France: cb145527152 (data)
- Digitale Bibliotheek voor de Nederlandse Letteren: pour002
- Gemeinsame Normdatei: 173679765
- International Standard Name Identifier: 0000 0000 8177 5342
- Library of Congress Control Number: nr2003014380
- Nationale Bibliotheek van Tsjechië: pna20211115056
- Nationale Bibliotheek van Israël: 987007307767005171
- Nederlandse Thesaurus van Auteursnamen: 074097121
- Système universitaire de documentation: 069720452
- Virtual International Authority File: 111173028
- WorldCat: E39PBJgRRJt6X9dKCmc3BWVKVC